# Janvier 1854

## Événements
- 1er janvier :
  - Des soulèvements ont lieu dans les provinces ottomanes du nord de la Grèce.
  - Le royaume de Hanovre et le grand-duché de Bade rejoignent le Zollverein.

- 3 janvier, Guerre de Crimée : une flotte franco-britannique pénètre en mer Noire pour venir en aide aux Turcs contre la Russie.

- 21 janvier, France : la Compagnie du chemin de fer de Paris à Strasbourg prend le nom de Compagnie des chemins de fer de l'Est.

- 26 janvier : Saint Bosco fonde l'ordre des Salésiens à Turin.

- 27 janvier : inauguration de la grande ligne de chemin de fer du Nord au Canada (Great Western Railway).

## Décès
- 15 janvier : Alexis François Boyenval, peintre français (° 1784).
- 16 janvier : Charles Gaudichaud-Beaupré, botaniste français (° 1789).